# Kostel Nanebevzetí Panny Marie (Tismice)
Kostel Nanebevzetí Panny Marie v Tismicích je vzácně zachovaná trojlodní románská bazilika z konce 12. století. Je to neomítnutá stavba z pískovcových kvádrů, s dvouvěžovým západním průčelím a třemi apsidami na východní straně. Kostel je chráněn jako kulturní památka.

## Historie
Vznik takovéto románské baziliky v místě, které není (aspoň v současné době) nijak významné, nebyl zatím objasněn. Lze se jenom domnívat, že zakladatelem mohl být kníže Vladislav II. (později král Vladislav I.) nebo některý z jeho následovníků, možná kníže a pražský biskup Jindřich Břetislav.
Když v letech 2008–2010 probíhala generální rekonstrukce baziliky, spojená s archeologickým výzkumem lokality, bylo zjištěno, že téměř celá jižní stěna kostela se už v 15. století zřítila. Následně byla znovu vystavěna s použitím nových i původních kamenů, ale byl přitom zachován původní ráz románské stavby. Do stěny byl současně vložen boční gotický portál s vytesaným erbem Vrbíků z Tismic, jejichž rod se údajně o dostavbu zasloužil.
Pozdější stavební úpravy obohatily kostel po roce 1700 o západní vstupní portál, točité schodiště na kruchtu a barokní klenbu v hlavní lodi. Stavební vývoj kostela byl ukončen z popudu savojské vévodkyně Marie Terezie v letech 1767–1775, kdy proběhla výstavba sakristie a kruchty a dostavba jižní věže o jedno patro. Byla provedena úprava oken a klenby s freskami (ty byly restaurovány v letech 2016–2017).

## Popis

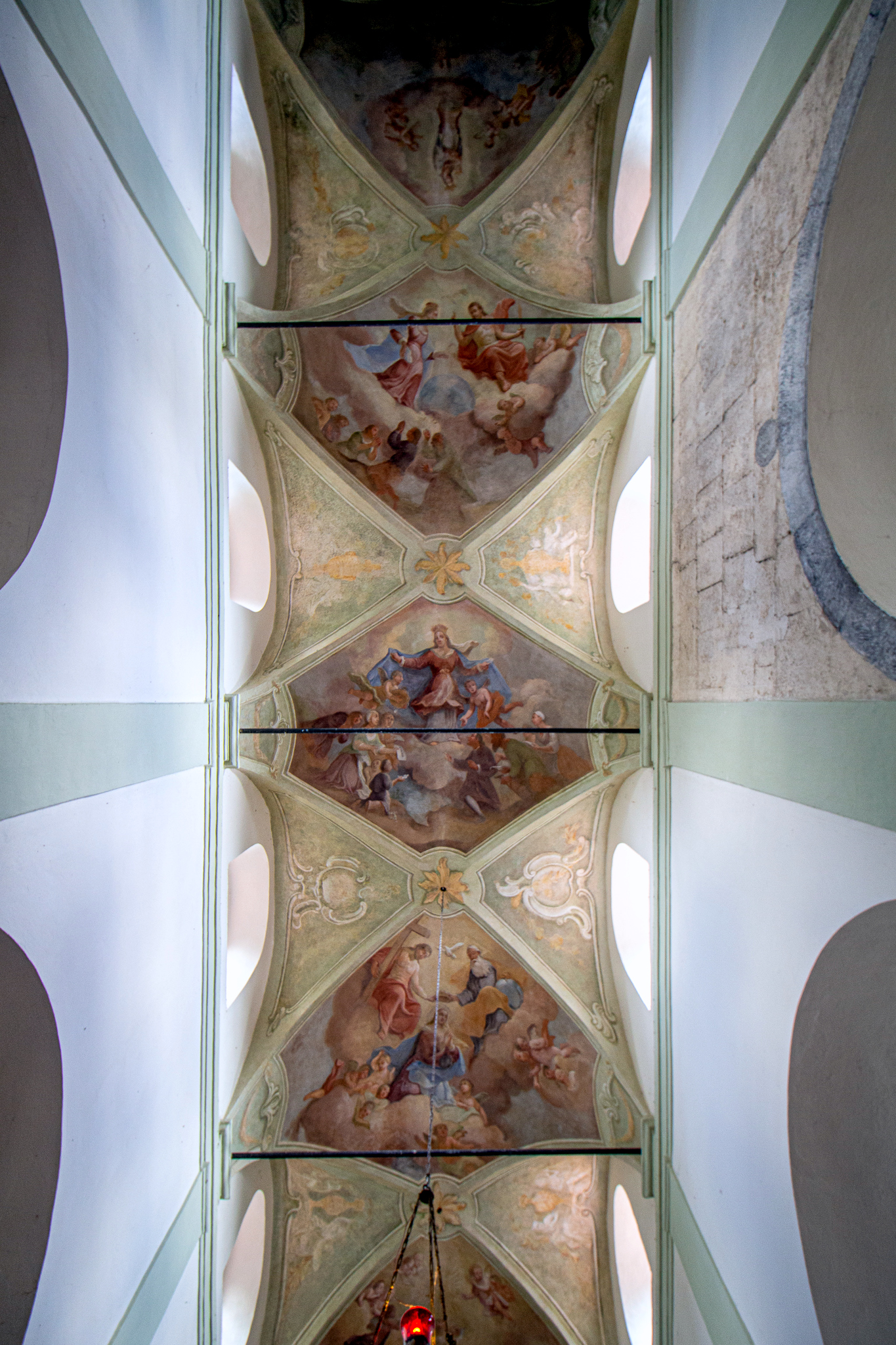
Nástropní malby

Kostel je dlouhý 13,2 metrů a 8,5 metrů široký. Je vystavěn z hnědého pískovce, jehož barva přechází do různých tónů červené barvy. Boční lodě spočívají střídavě na pilířích a sloupech, jejichž hlavice jsou ozdobeny girlandami ze 17. století.
Apsidy na východní straně kostela s dnes zazděnými původními okny jsou členěné lizénami a ukončené obloučkovým vlysem s římsou. Západní průčelí s dvojvěžím není tak zdobné jako východní část s apsidami. Nad vstupním barokním portálem je zazděné původní románské okno. V jižní stěně lodi je gotický boční vstupní portál z 2. poloviny 15. století.
Částečně dochované vnitřní zařízení kostela je převážně barokní. Hlavní oltář pochází z roku 1755, boční oltáře a kazatelna jsou rokokové, cínová signovaná křtitelnice je z roku 1786.
Unikátním artefaktem byla dřevěná, vyřezávaná asi 1,5 m vysoká gotická Tismická Madona, socha Panny Marie s Ježíškem na hlavním oltáři, pocházející z období kolem roku 1385 (podle pověsti byla kostelu darována prchajícími kartuziány roku 1419). V roce 1990 byla odcizena a dnes je v kostele pouze sádrová kopie. Kolem Madony je barokní oltář zhotovený na zakázku vévodkyně Marie Terezie Savojské roku 1755.
Na triumfálním oblouku je namalován fragment postavy biskupa z pozdně románské doby. Malby nad oltářem a v postranních apsidách byly vymalovány v letech 1768-1775.
Zvon s nápisem „Ke cti Boží a Panny Marie“ v levé, severní věži je z roku 1442.
Ze zrušeného kostelního hřbitova byly dovnitř kostela přemístěny dva náhrobky z let 1582 a 1609. Na kamenné bráně při vchodu na hřbitov je soška Madony. Vstupní schody ke hřbitovní bráně jsou ozdobeny sousoším svatého Jana Nepomuckého z let 1768–1775.

## Galerie

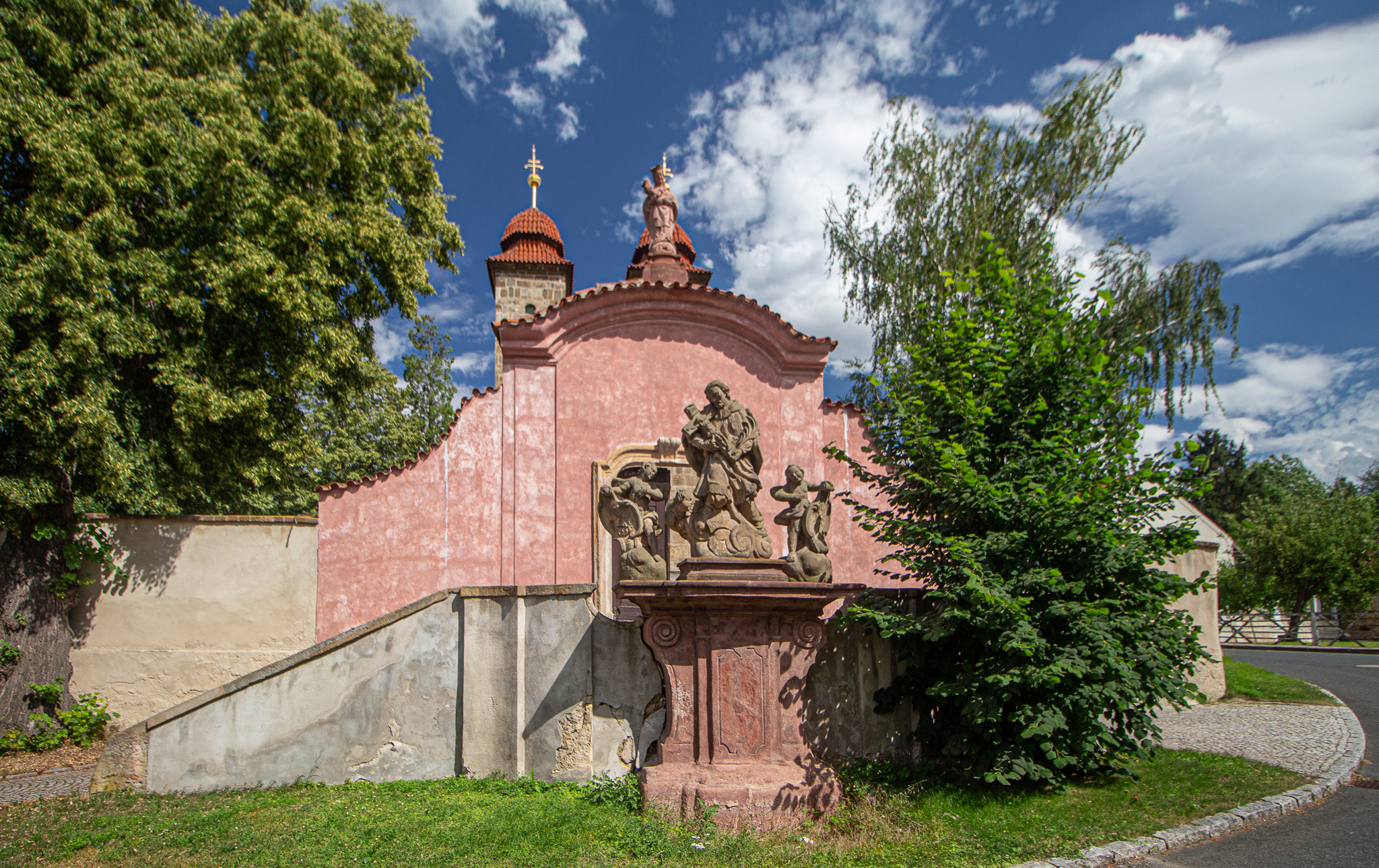
Vstupní hřbitovní brána u baziliky v Tismicích
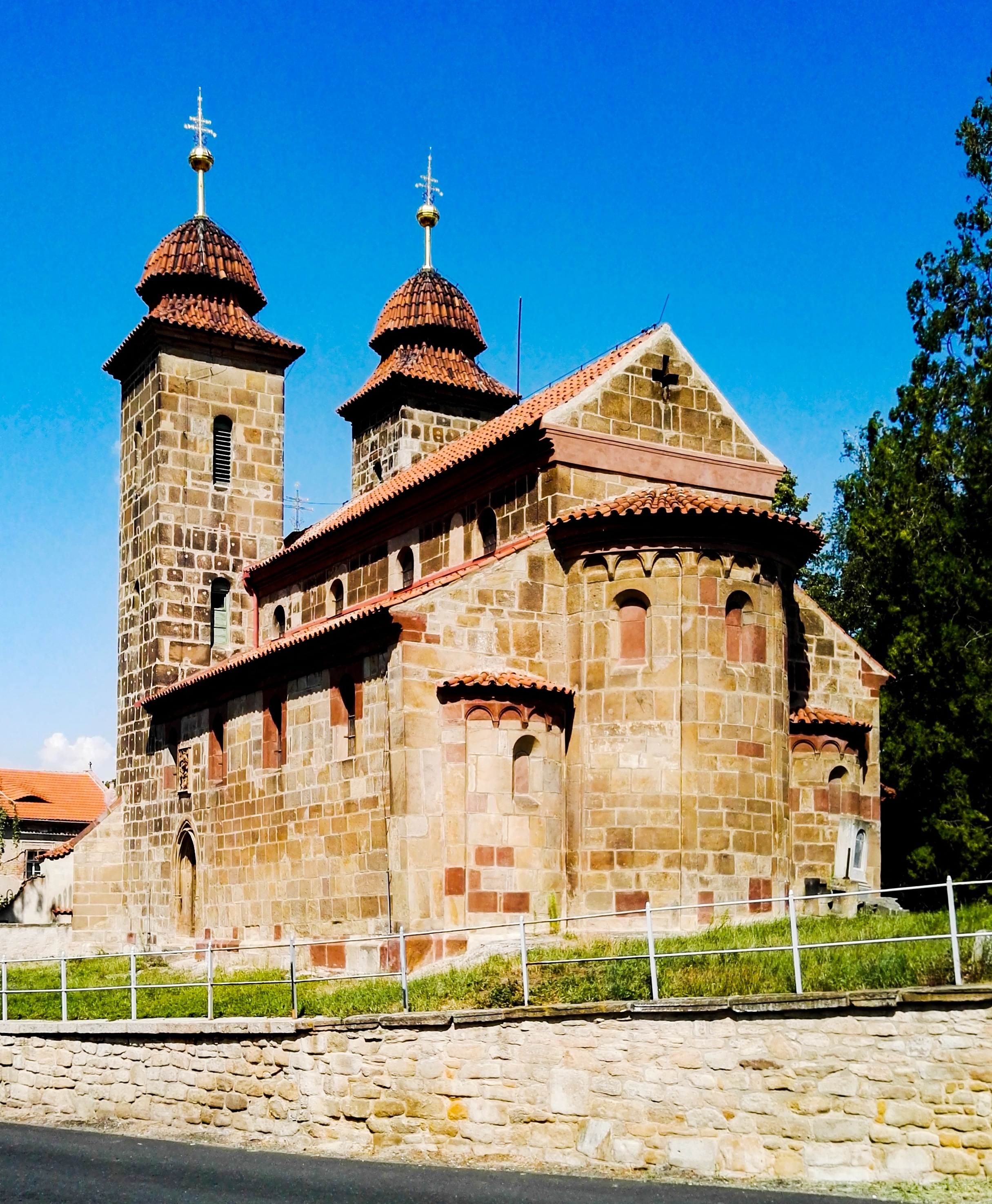
Bazilika od jihovýchodu
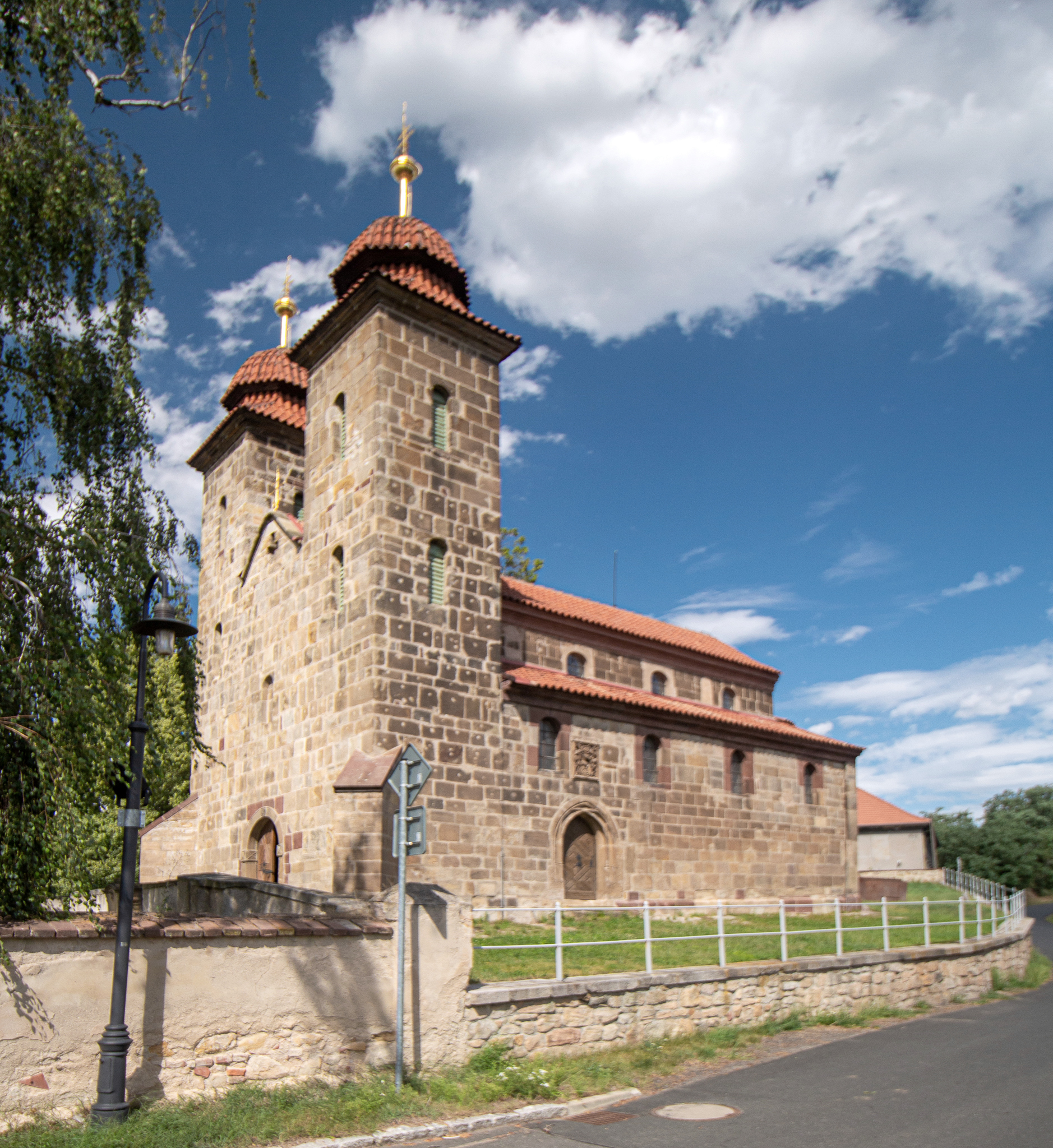
Bazilika od jihozápadu
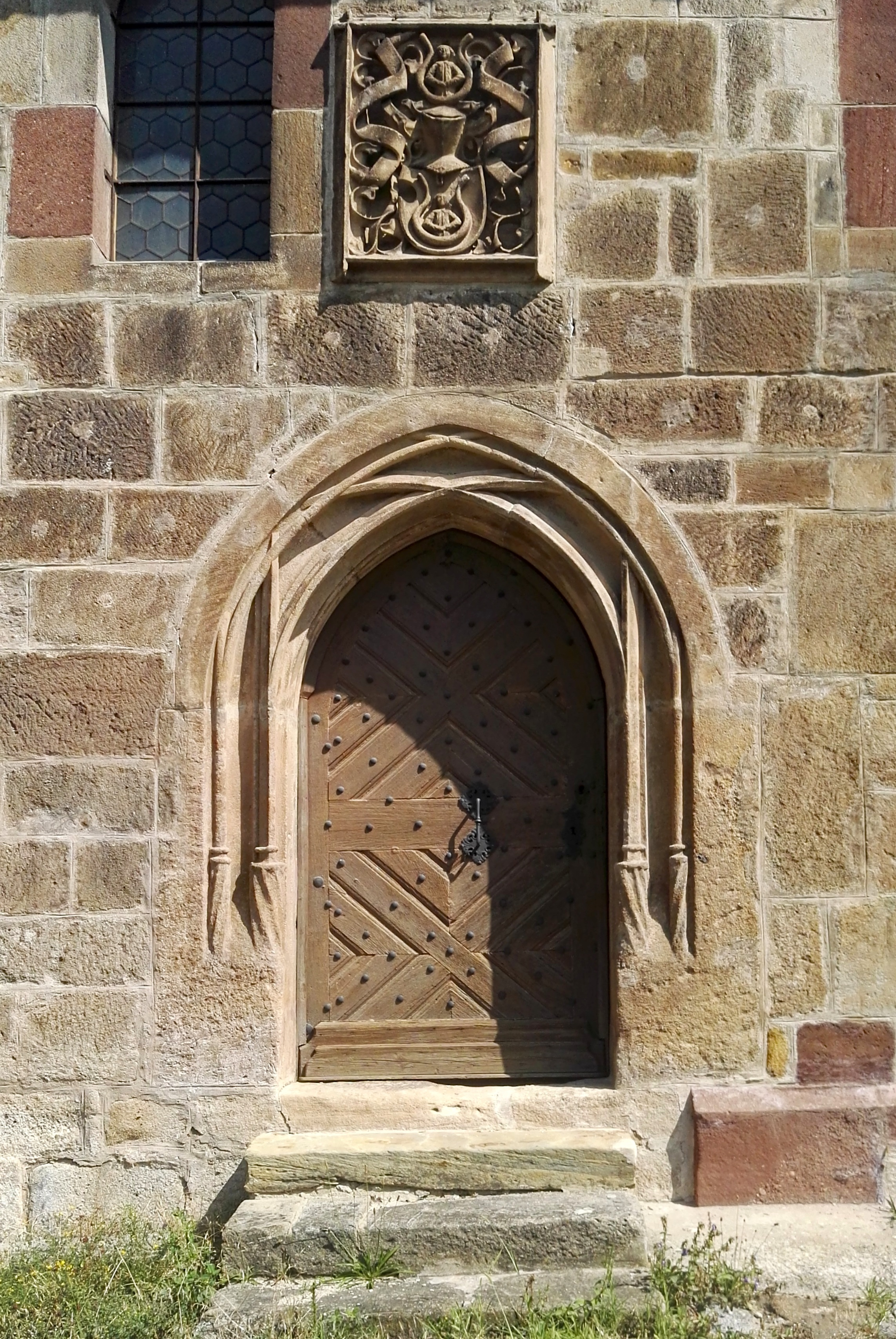
Jižní portál s erbem Vrbíků z Tismic
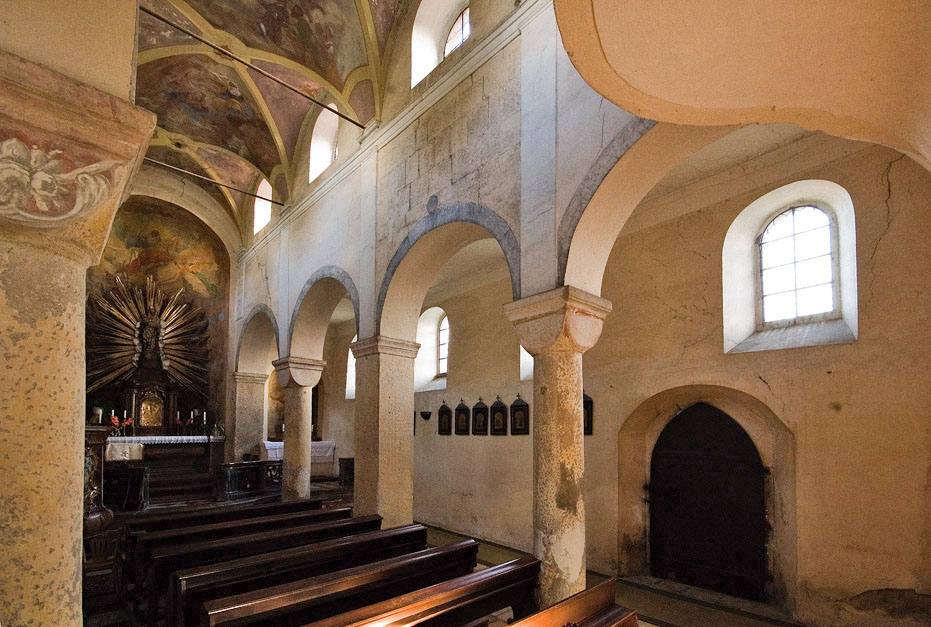
Interiér baziliky
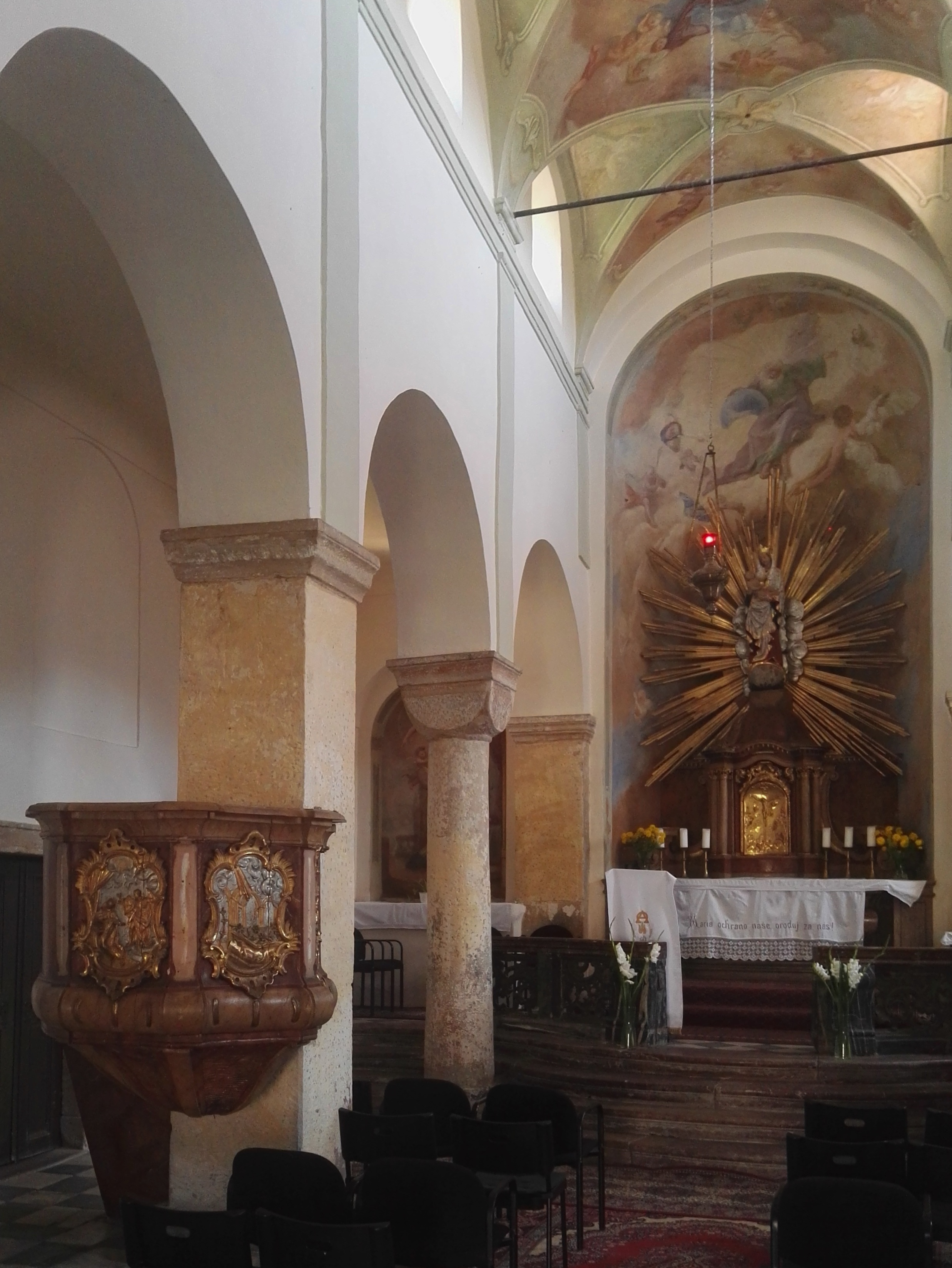
Interiér baziliky – kazatelna, oltář
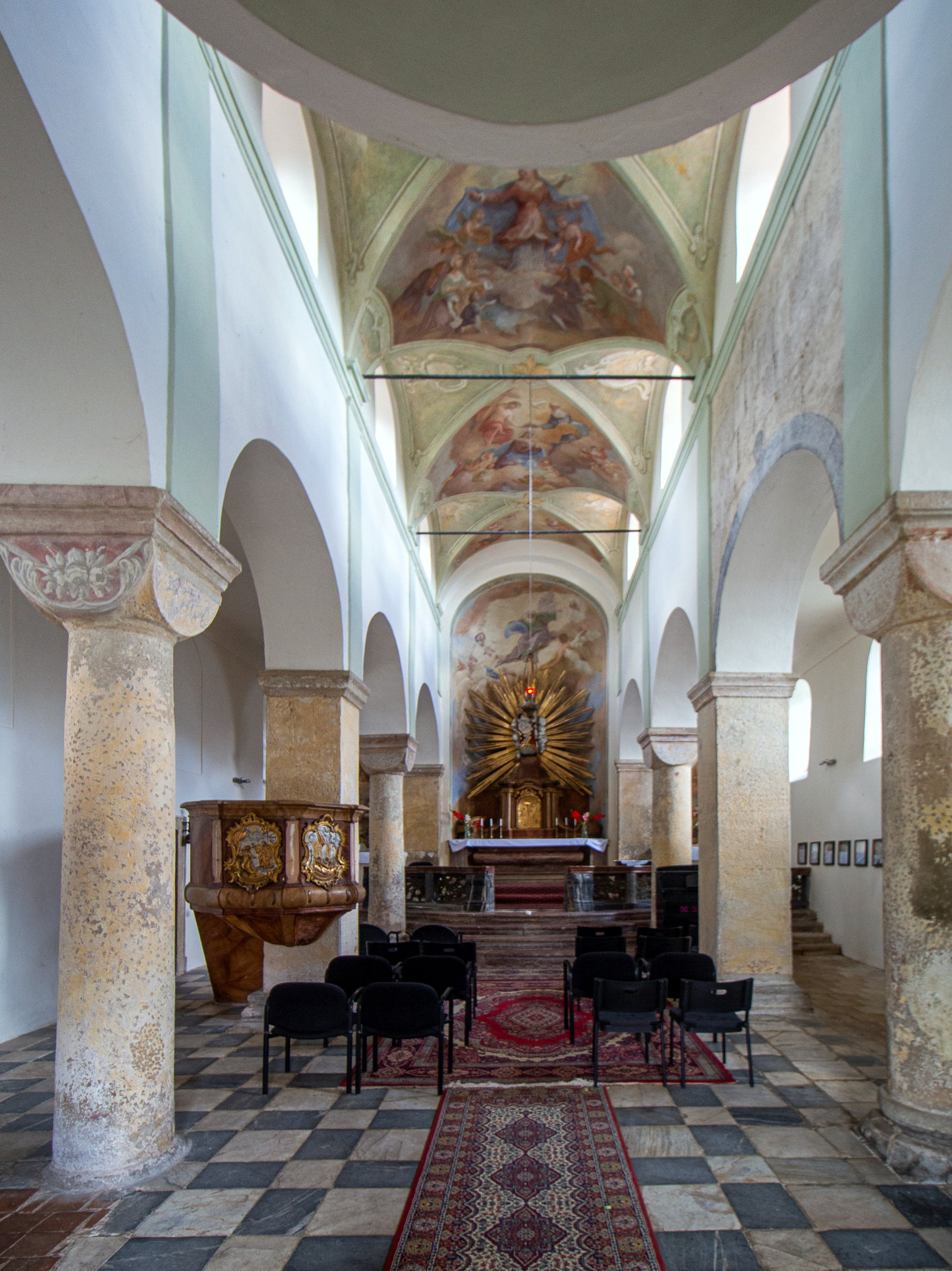
Interiér baziliky
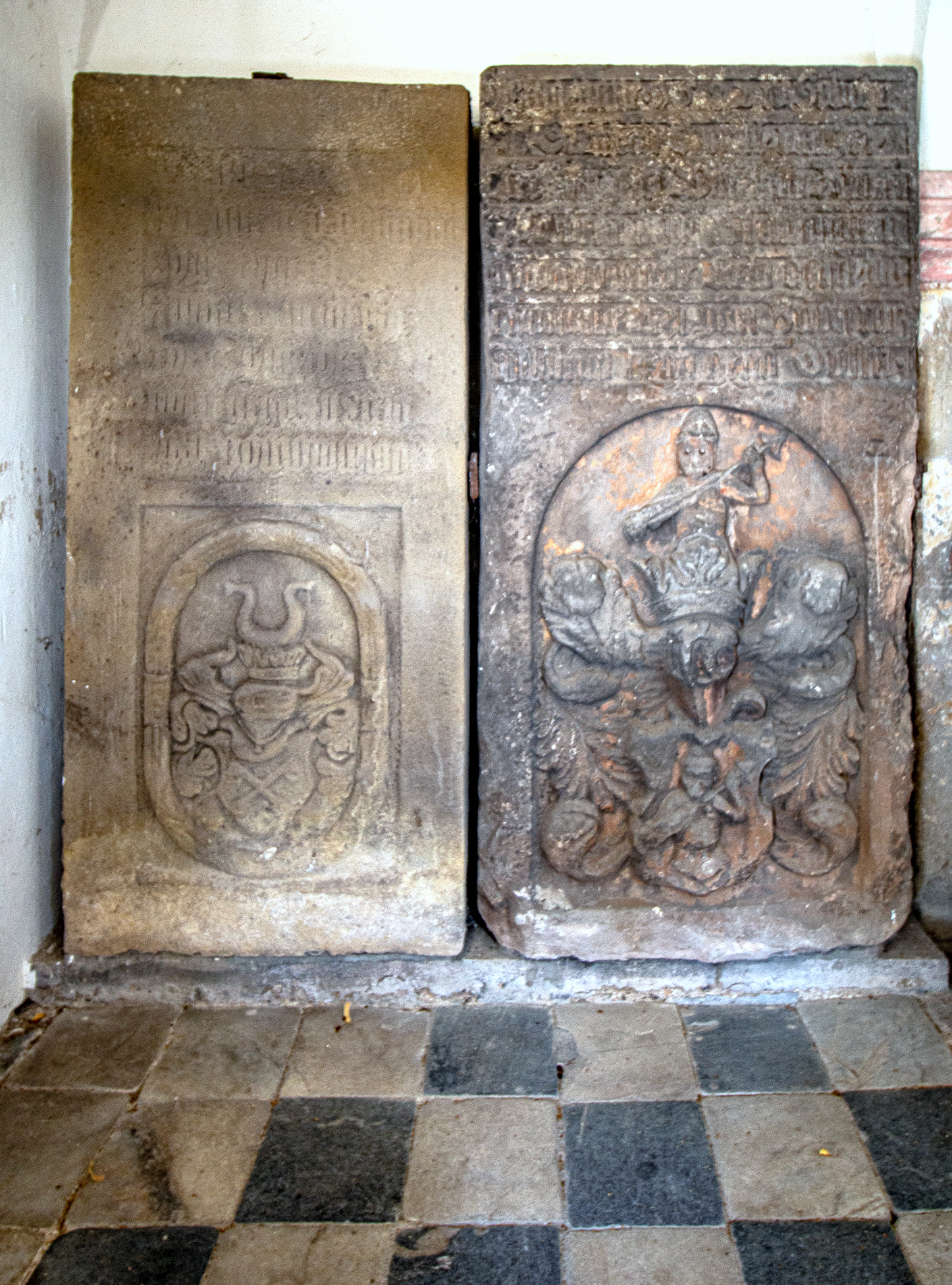
Náhrobníky v interiéru